# Teun de Nooijer
Teun de Nooijer (n. 22 martie 1976, Egmond aan den Hoef⁠(d), Olanda de Nord, Țările de Jos) este un jucător de hochei pe iarbă ce a reprezentat Regatul Țărilor de Jos, medaliat olimpic. A participat la 5 ediții ale Jocurilor Olimpice (1996, 2000, 2004, 2008, 2012) în care a câștigat două medalii de aur și două medalii de argint.